# Жилсон Тавареш
Жилсон Беншимол Тавареш або просто Жилсон Тавареш (порт. Gilson Benchimol Tavares / Gilson Tavares; нар. 29 грудня 2001, Прая, Кабо-Верде) — кабовердійський та португальський футболіст єврейського (сефардського) походження, нападник португальського клубу «Ештуріл-Прая» та національної збірної Кабо-Верде.

## Клубна кар'єра
В юні роки переїхав для навчання в Португалії, в Дамаї на околиці Лісабона. У 2020 році приєднався до академії «Ештуріла-Праї», де швидко приєднався до резервної команди. З останнім він виграє чемпіонат і кубок «одкровення» під час свого першого сезону в клубі «Ешторіл».
Він провів свій перший матч на професіональному рівні за Ешторіл 25 липня 2021 року, розпочав матч Кубку португальської ліги проти «Насіунал», в якому Канаріньош на виїзді перемогли з рахунком 2:1.
На той час молодий нападник продовжив виблискувати в чемпіонаті U-23 років, який об’єднує резервні команди. Зокрема, відзначився дублем в переможному (2:0) поєдинку у воротах «Спортинга», завдяки чому допоміг «Ешторілу» закріпитися на чолі турнірної таблиці. Завдяки цьому привернув до себе увагу клубів з Португалії та з=за кордону.

## Кар'єра в збірній
У футболці національної збірної Кабо-Верде дебютував 10 жовтня 2020 року в програному (1:2) поєдинку проти Гвінеї.
Протягом наступного часу регулярно викликався до національної команди. Потрапив до списку гравців, які поїхали на Кубок африканських націй 2021 року.

## Статистика виступів

### У збірній
| Дата       | Місто | Господарі  | Результат | Гості      | Турнір            | Голи | Примітки |
| ---------- | ----- | ---------- | --------- | ---------- | ----------------- | ---- | -------- |
| 20-10-2020 | Фару  | Кабо-Верде | 1 – 2     | Гвінея     | товариський матч  | -    | 81'      |
| 26-3-2021  | Прая  | Кабо-Верде | 3 – 1     | Камерун    | Відбір до ЧС 2022 | -    | 91'      |
| 8-6-2021   | Тієс  | Сенегал    | 2 – 0     | Кабо-Верде | товариський матч  | -    |          |
| Усього     |       | Матчів     | 3         |            | Голів             | 0    |          |

## Досягнення
- Ліга Ревеласау (чемпіонат U-23)
  -  Чемпіон (1): 2020/21

- Кубок Ревеласау (кубок U-23)
  -  Володар (1): 2020/21